# Haplocyclops
Haplocyclops – rodzaj widłonogów z rodziny Cyclopidae. Nazwa naukowa tego rodzaju skorupiaków została opublikowana w 1952 roku przez niemieckiego zoologa Friedricha Kiefera.

## Podział systematyczny
Do rodzaju należą następujące gatunki:
- Haplocyclops correctus Kiefer, 1960
- Haplocyclops fiersi Karanovic & Ranga Reddy, 2005
- Haplocyclops godavari Totakura & Ranga Reddy, 2015
- Haplocyclops gudrunae Kiefer, 1952
- Haplocyclops henrii Brancelj, 2015
- Haplocyclops iranicus Fiers, 2002
- Haplocyclops monodi (Kiefer, 1960)
- Haplocyclops neuter Kiefer, 1955
- Haplocyclops primitivus Totakura & Ranga Reddy, 2015
- Haplocyclops torresi Rocha C.E.F., Torres & Maia-Barbosa, 1998